# Vargem Grande do Rio Pardo
Vargem Grande do Rio Pardo is een gemeente in de Braziliaanse deelstaat Minas Gerais. De gemeente telt 4.924 inwoners (schatting 2009).

## Aangrenzende gemeenten
De gemeente grenst aan Indaiabira, Montezuma, Rio Pardo de Minas en São João do Paraíso.

## Galerij

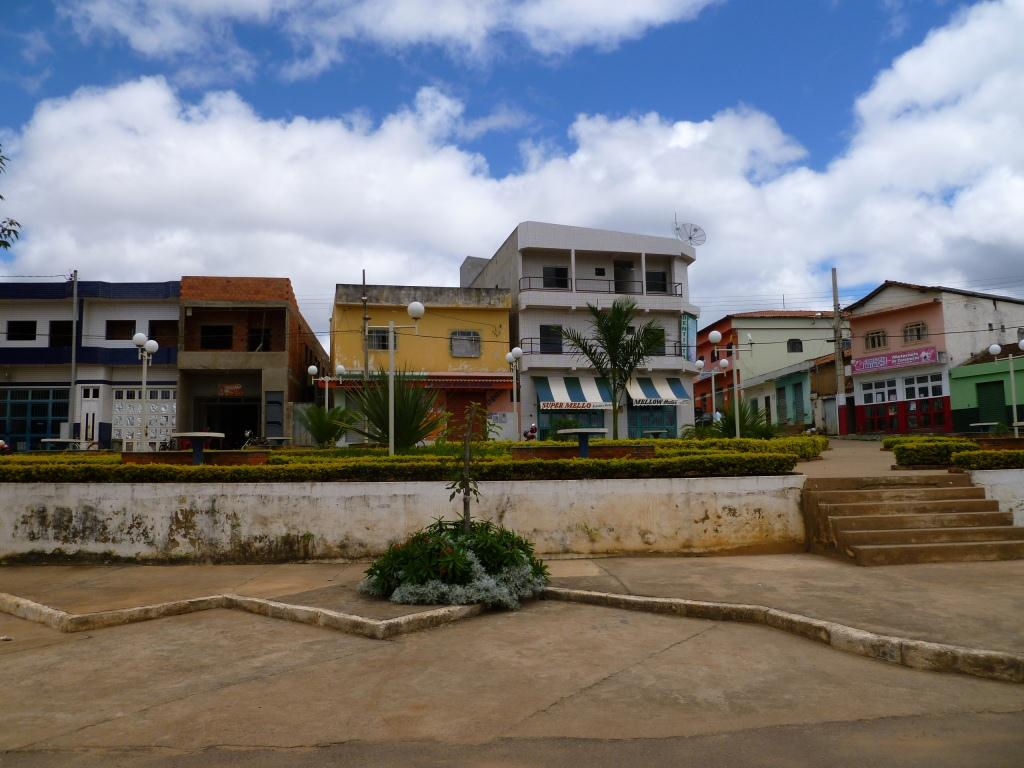
Het centrum van Vargem Grande do Rio Pardo
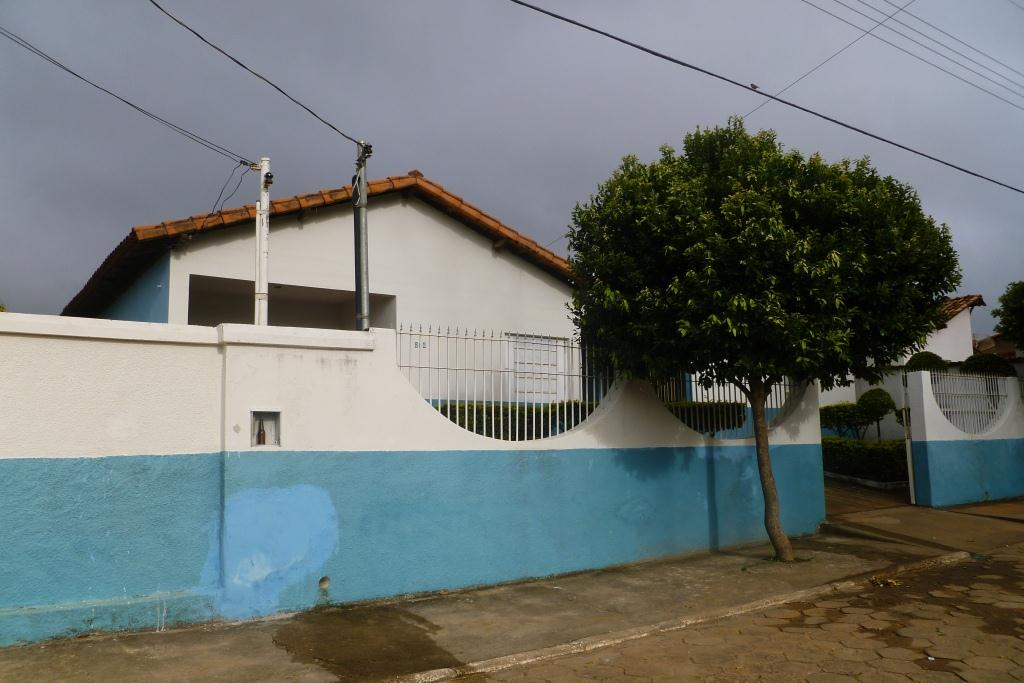
Gemeentehuis prefeitura van Vargem Grande do Rio Pardo
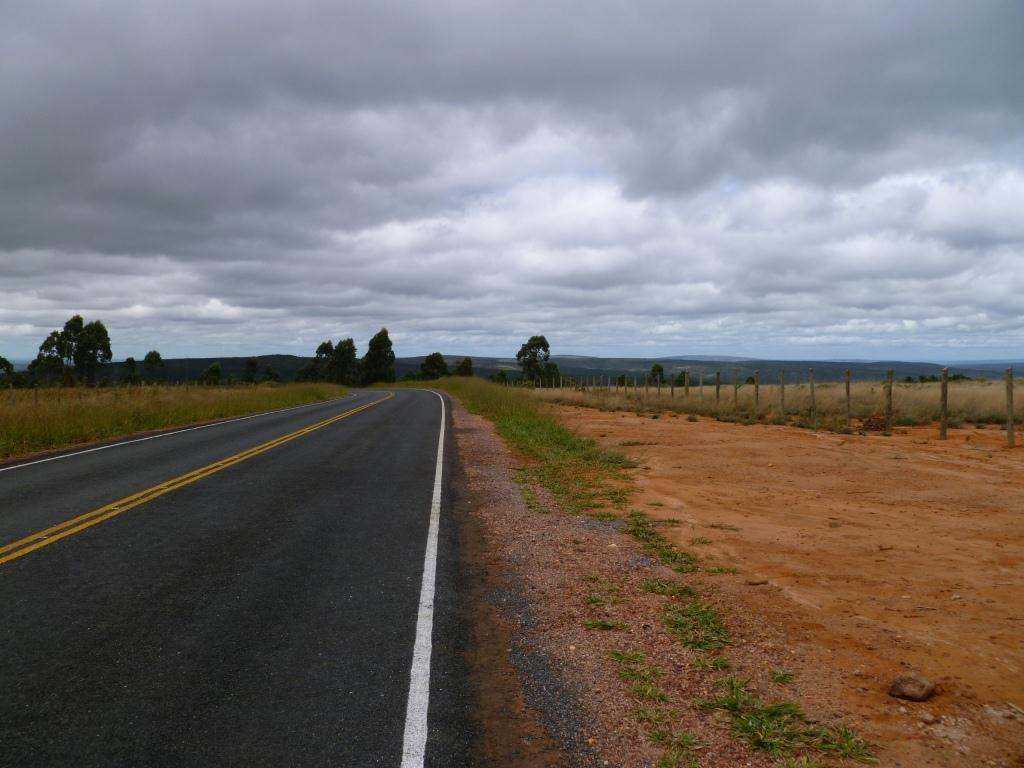
De hoofdweg (LMG-624)
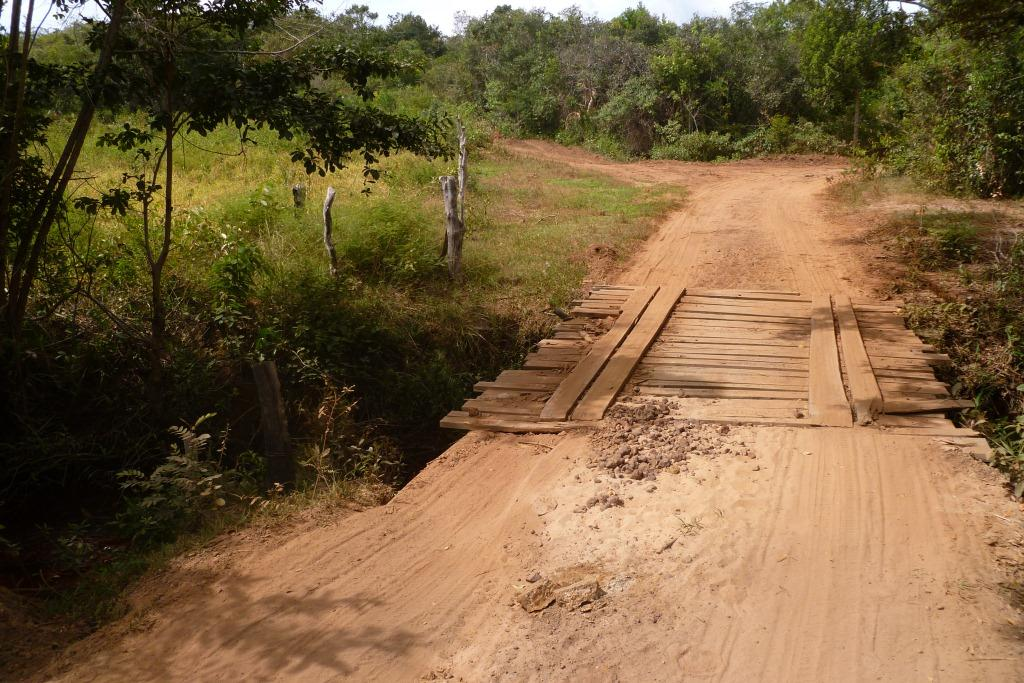
Landweg met brug